# 小林都
小林 都（こばやし みやこ、11月2日 - ）は、日本の女性声優、歌手。大阪府生まれ、兵庫県宝塚市育ち。フリーで活動している。

## 人物・特色
幼少期からアニメが大好きだったが、『犬夜叉』で声優の存在を知り、憧れを抱く。小さい頃から演じることや歌うことが好きだったこともあり、声優の道を目指すきっかけとなる。
以前はアップアンドアップス、スプラッシュドリームに所属していた。
2024年4月よりアイドルグループ「bonbon ange」のメンバーとして活動。同年10月卒業。
2025年1月より和奏AGENCYと業務提携。

## 出演
太字はメインキャラクター

### テレビアニメ
- 白い砂のアクアトープ（2021年、招待客[初出 1]）
- 虚構推理 Season2（2023年、あやかし[初出 2]）
- スキップとローファー（2023年、永田[初出 3]）
- メタリックルージュ（2024年、セシル[初出 4]）
- 出禁のモグラ（2025年、𠮷田さん[初出 4]）

### 劇場アニメ
- すずめの戸締まり（2022年）

### Webアニメ
- 恐竜少女ガウ子（2017年 - 2019年、みやこちゃん）
- おしえて北斎! -THE ANIMATION-（2021年、記者B）

### ゲーム
- メタルサーガ 〜荒野の方舟〜（時期不明）
- ガールフレンド（仮）（2020年、小倉愛〈2代目〉）
- ユージェネライブ（2022年、モアカ）
- 戦国小町苦労譚 語絵巻 - カタリエマキ -（ねね[7]）

### ドラマCD
- ミーアのいる場所（2018年、ミーア）
- プロジェクトSister（2019年、ジャンヌ・ロシエール）
- 天つ風続編（2022年、姐己）
- 星詠の旅人 -火の章- (2023年、アリス)

### ラジオ
2010年
- ラジオ関西「王様ラジオキッズ」リポーター

2015年
- メビウス・リング・ユニバース第３期（アシスタントレギュラー）

2016年
- ラ・ジオヤジラ（アシスタントレギュラー）

2017年
- ラジ友「比良坂芽衣大衆化プロジェクト」（レギュラー）並木檸檬役
- 帝都電詠ラヂヲ局（アシスタントレギュラー）
- 『高橋美紀のおんぷの気持ち♪ inアニメイトタイムズ』「シャルムラジオ」（アシスタント）

2018年
- 小林都と片桐留奈の「Happy Timer」(メインパーソナリティー)

### 舞台
2016年
- 3月上演アップアンドアップス公演『STORIES』「流星のパラドックス」星野希美役、「虹のアプローズ」茉莉花役
- 4月上演劇団EASTONES公演「十手ガール捕物帳」楓役
- 10月上演劇団EASTONES公演「メキシカンタコス」

2017年
- 1月上演アップアンドアップス公演「プロメテウスの贖罪」斉木美影役(座・高円寺２）
- 6月上演「ハイスクール!奇面組」うしろゆびさされ組（全労済ホール/スペース・ゼロ）
- 10月上演舞台版「あいたま」葉月薔子役

2018年
- 8月上演「ハイスクール!奇面組2」うしろゆびさされ組、ハー役（草月ホール）
- 10月上演「クォンタム・メモリーズ」光組・愛染国俊役
- 12月上演「スターダスト・インフェルノ番外編メモリリーク・メモリーズ」花守寿梨役

2019年
- 9月上演「我が青春の高校生クイズ」歌手役
- 11月上演「ぼくのほんとうの話」歌手役

2020年
- 8月上演「GRAND GUIGNOL」べシイ・クラヴェンヂッシュ役　(新宿シアターブラッツ)

2021年
- 4月上演「宿命のブラッドバーン〜Deadly fate"bloodburn"」レーリア・クローデット役　(上野ストアハウス)

2023年
- 5月上演「キャンディーガール」滝雪さら役　(TKJシアター)
- 10月上演「ぶっ続けリバース！」阿久津里奈役　(シアター・アルファ東京)

2024年
- 6月上演 Aznet Produce「テオリデア〜ひなげしの鎮魂歌〜」ヘーラー清川純役　(池袋BASE THATER)
- 12月上演「そらの国のゾラ」竜役　(ウエストエンドスタジオ)

2025年
- 2月上演 Alexandrite Stage「CHICACO2025」Tatami team 小林紗良役 (中目黒キンケロシアター)
- 4月上演 BE WOOD LIVE Produce「ミス・ホームズの婉麗奇譚〜貌〜」琉藤詩織役(中野テアトルBONBON)

### ミュージカル
2016年
- ミュージカル「アイドルほど素敵なショーバイはナイ！」レイコ役

2017年
- 7月上演ミュージカル座「ひめゆり」しず役（シアター1010）

2019年
- 3月上演「Musical 幸せな時間」ホステス・芸人役（本多劇場）

2023年
- 7月上演「イリクラ2023〜Iridescent clouds〜」ピンク役　(六行会ホール)

2025年
- 7月〜8月上演「メイツ！〜ブラウン管の向こうへ〜」BLUEメイン ラン役　(池袋シアターグリーン BIG TREE THEATER)

### 朗読劇
2015年
- SHOWMAN’S、３か月連続朗読劇

2016年
- 高橋美紀ぷろでゅ～す月刊朗読劇イベント「声の魔法使いになりたくて」（アニメイト横浜店）

2017年
- 10月上演iNFiNity～joint square～Vol.15朗読劇「雨やどり図書館」小夜役（主演）
- 高橋美紀ぷろでゅ～す月刊朗読劇イベント「声の魔法使いになりたくて」（アニメイト横浜店）（王子・北とぴあ14階スカイホール）

2018年
- 7月定期朗読ライブ「モーニング・レーゼ」GVGとして出演
- 高橋美紀ぷろでゅ～す月刊朗読劇イベント「声の魔法使いになりたくて」（王子・北とぴあ14階スカイホール）

2019年
- 3月上演声の魔法館ヴア・シャルム番外ライブハウス公演 朗読劇『Dear & Pain ～ボーモン夫人「美女と野獣」より～』ミランダ役
- 3月BAlliSTA公演〜IMPRESSION〜後編朗読劇「雨やどり図書館」小夜役（主演）

2023年
- 3月 Aznet Produce朗読配信公演『リム・カナン』 ノア役
- 4月　配信朗読劇「時空警察ヴァージナル ON-Line〜Re-birth〜」美樹・マトリョーナ・イグナーシェフ/時空刑事ミキ役
- 5月　配信朗読劇「時空警察ヴァージナル ON-Line<外伝>クロミネンス・クロニクル」レスタトス・アイン役
- 7月　配信朗読劇「時空警察ヴァージナル ON-Line〜真夏の雪のシンデレラ〜」山根亜美、カロン役
- 8月　配信朗読劇「時空警察ヴァージナル ON-Line〜虚空の海のラプンツェル〜」美樹・マトリョーナ・イグナーシェフ/時空刑事ミキ、角井はづき(キヅカハイド)、レスタトス・アイン役

2024年
- 3月上演　Aznet Produce朗読劇「おとうさんはモーツァルト」ルキア役　(下北沢ハーフムーンホール)
- 8月上演　Aznet Produce朗読劇「リアライズサマー」沖野ほだか役　(TKJシアター)
- 11月上演　朗読劇「たぶん少女漫画のような話」猫役　(溝ノ口劇場)

### ライブ・コンサート
2016年
- 宣弘社テレビコンサート2016（コーラス）
- トレジャーフェスタ

2017年
- 宣弘社テレビコンサート2017（コーラス）
- 高橋美紀デビュー35周年記念コンサート（ゲスト出演）
- 月間福山沙織ライブ（ゲスト出演）
- スペース★カインズコンサート（コーラス）

2018年
- 宣弘社テレビコンサート2018（コーラス）
- 8月26日、GVG卒業ワンマンライブ（渋谷DESEOmini）

2019年
- 7月16日、佐々木名央プロデュース「IT’S SHOW TIME!～音楽はジャンルを超えて～」
- Dream Voice Vol.8 supported by 声優グランプリ

2023年
- 8月5日、あっとほーむらいぶVOL.5〜夏祭り〜　昼の部、夜の部　(TKJシアター)
- 11月23日、小林都Birthdayイベント miiya Birthday 2023　(Casa Mozart)

2024年
- 1月8日、あっとほーむらいぶVOL.7〜2024〜 昼の部、夜の部　(TKJシアター)
- 2月12日、小林都×わかないづみ企画「泡沫のゆめ」(学芸大学メイプルハウス)
- 8月3日、Aznet Produce テオリデア Special Live　(TKJシアター)
- 8月4日、あっとほーむらいぶVOL.11〜Enjoy Summer〜 昼の部　(TKJシアター)
- 8月4日、道又愛生誕祭 大きな愛でもてなして 第2部　(AZABU baloon・ゲスト出演)

2025年
- 1月18日、あいちゃ(黒川愛)のお誕生日会2025　(西川口Galaxy・ゲスト出演)
- 6月14日、清園ゆうり＆鈴木みなよ 〜BIRTHDAY SPARKLE〜　(アプロ赤坂・ゲスト出演)

### ユニット
- 麻宮騎亜先生プロデュース声優ガールズユニットGirls.Voice.Gothic（GVG）